# Rainer Klis
Rainer Klis (* 7. August 1955 in Karl-Marx-Stadt, DDR; † 14. Oktober 2017 in Chemnitz) war ein deutscher Schriftsteller und Buchhändler.

## Leben
Rainer Klis war der Sohn eines Ingenieurs und einer Industriekauffrau. Nach dem Besuch der Polytechnischen Oberschule absolvierte er eine Schlosserlehre. Er verweigerte den Wehrdienst und übte von 1975 bis 1979 verschiedene Tätigkeiten aus. Von 1979 bis 1982 studierte er am Literaturinstitut „Johannes R. Becher“ in Leipzig.  Anschließend war er freiberuflich tätig, u. a. lieferte er Beiträge für die Ostberliner Zeitschrift „Das Magazin“ und trat im Rahmen literarisch-musikalischer Programme auf. Studienreisen führten ihn in die asiatischen Republiken der Sowjetunion und nach Kuba.
1989 gehörte Rainer Klis zu den Mitbegründern des Neuen Forums und der SDP in Karl-Marx-Stadt; er war bis 1991 politisch aktiv. Anschließend arbeitete er vorwiegend als Journalist und betrieb von 1991 bis 2016 eine Buchhandlung in seinem Wohnort Hohenstein-Ernstthal. Ab 1996 unternahm er zahlreiche Reisen u. a. ins südliche Afrika, nach Lappland und in den Westen der Vereinigten Staaten und Kanadas.
Rainer Klis war Verfasser von Romanen, Erzählungen und Reisereportagen. Die Kritik nennt ihn einen Meister der kleinen Form und  den „Hemingway aus Hohenstein-Ernstthal“. Von 1981 bis 1991 war er Leiter eines Lyrikzirkels in Karl-Marx-Stadt. Er war Mitbegründer und von 1989 bis 2007 Präsident des Sächsischen Schriftstellervereins; bis 2006 war er Mitglied des Verbandes Deutscher Schriftsteller in Sachsen. Seit 2005 gehörte er dem PEN-Zentrum Deutschland an.
Er war zweimal verheiratet und hat eine Tochter.

## Werke
- Aufstand der Leser, Mitteldeutscher Verlag, Halle [u. a.] 1983, DNB 830960449
- Hinter großen Männern, Mitteldeutscher Verlag, Halle [u. a.] 1986 ISBN 3-354-00007-4
- Hand-Schrift, Karl-Marx-Stadt 1989 (zusammen mit Ronald Weise) DNB 993778089
- Königskinder, Mitteldeutscher Verlag, Halle [u. a.] 1989 ISBN 3-354-00512-2
- Rückkehr nach Deutschland, Chemnitzer Verlag, Chemnitz 1993 ISBN 3-928678-13-2
- Rauchzeichen, Chemnitzer Verlag, Chemnitz 1998 ISBN 3-928678-44-2
- Indianerzeit, Chemnitzer Verlag, Chemnitz 1999 ISBN 3-928678-56-6
- Der Abend des Vertreters, Faber und Faber, Leipzig 2000 ISBN 978-3-86211-034-6
- Streifzüge durchs Indianerland, Chemnitzer Verlag, Chemnitz 2000 ISBN 3-928678-59-0
- Im Land der Crow, Chemnitzer Verlag, Chemnitz 2002 ISBN 3-928678-87-6
- Nacht der Kavaliere, Faber und Faber, Leipzig 2003 ISBN 978-3-86211-035-3
- Mann ohne Pferd, Chemnitzer Verlag, Chemnitz 2004, ISBN 3-937025-02-2.
- Steinzeit, Rowohlt, Berlin 2007, ISBN 978-3-87134-574-6.
- Hohenstein-Ernstthal (mit Regina Röhner), Klis, Hohenstein-Ernstthal 2008, ISBN 978-3-937654-31-7
- Laus im Pelz, Plöttner, Leipzig 2011, ISBN 978-3-86211-018-6
- Rauch-Werk, Eulenspiegel Verlag, Berlin 2012, ISBN 978-3-359-02362-3
- Blumen für den Underdog, Mitteldeutscher Verlag, Halle [u. a.] 2024, ISBN 978-3-96311-883-8

## Auszeichnungen
- 1984 zusammen mit Irina Liebmann Förderpreis für junge Schriftsteller des Mitteldeutschen Verlages Halle-Leipzig und des Literaturinstituts "Johannes R. Becher" (Leipzig).